# Tisbe brigittevolkmannae
Tisbe brigittevolkmannae is een eenoogkreeftjessoort uit de familie van de Tisbidae. De wetenschappelijke naam van de soort is voor het eerst geldig gepubliceerd in 2004 door Gomez, Puello-Cruz & González-Rodriquez.